# El unicornio y la avispa
El unicornio y la avispa (The Unicorn and the Wasp) es el séptimo episodio de la cuarta temporada moderna de la serie británica de ciencia ficción Doctor Who, emitido originalmente el 17 de mayo de 2008.

## Argumento
El Décimo Doctor (David Tennant) aterriza la TARDIS en Inglaterra en 1926. Donna (Catherine Tate) y él se autoinvitan a una cena que dan Lady Eddison (Felicity Kendal) y su marido, el coronel Hugh (Christopher Benjamin). Les emociona descubrir que uno de los invitados es Agatha Christie (Fenella Woolgar), y el Doctor se da cuenta de que han llegado justo en el día en que ella desapareció inexplicablemente diez días. Uno de los invitados aparece muerto, y el Doctor usa su papel psíquico para convencer a todos que viene de Scotland Yard y que Donna es su ayudante. Junto con Agatha, comienza la investigación. Descubren una sustancia viscosa que el asesino dejó y que el Doctor identifica como residuo mórfico. Concluye que el asesino es un alienígena en forma humana. El Doctor y Agatha interrogan a los invitados mientras Donna registra los dormitorios en busca de pistas, y una avispa gigante la ataca, pero escapa por la ventana justo cuando llegan el Doctor y Agatha. El alienígena asesina a una de los cocineros, y el Doctor, Donna y Agatha le persiguen, pero vuelve a la forma humana antes de que puedan atraparle. Mientras se reagrupan en el estudio, el Doctor es envenenado con cianuro. Su fisiología de Señor del Tiempo le permite desintoxicarse a sí mismo, lo que hace con la ayuda de Donna. El veneno le da la idea de añadir pimienta a la cena, ya que actuará como insecticida por la piperina que contiene. Mientras están cenando, los invitados oyen a la avispa, pero las luces se apagan antes de que puedan descubrir su identidad. Cuando vuelve la luz, descubren que el collar de Lady Eddison ha sido robado y que su hijo Roger (Adam Rayner) ha sido asesinado de una puñalada.
El Doctor reúne a los invitados restantes en el salón, y Agatha y él revelan varias verdades que han descubierto sobre los invitados. El Doctor deduce que la afirmación de Lady Eddison de sufrir malaria años atrás fue porque se había quedado embarazada de un vespiforme, una avispa alienígena que podía adoptar forma humana. El vespiforme le regaló a Lady Eddison su collar antes de morir, sin que ella supiera que era un enlace telepático entre ella y su hijo. El Doctor dijo además que el niño, que ella dio en adopción, es en realidad el reverendo Golightly (Tom Goodman-Hill). El reverendo acababa de descubrir recientemente su naturaleza alienígena en un brote de ira, y por el enlace telepático absorbió los detalles de la novela de asesinatos de Christie El asesinato de Roger Ackroyd que su madre estaba leyendo. Absorber los detalles del libro le incito a matar de una forma similar.
Golightly se vuelve a transformar en avispa y amenaza a los invitados. Agatha coge el collar y escapa en coche hacia el cercano Silent Pool, con el Doctor y Donna pisándoles los talones. Cuando llegan hasta Agatha, Donna le quita el collar y lo tira al agua, haciendo que la avispa vaya detrás de ella y se ahogue. Por su propia conexión con el collar, Agatha también está a punto de morir como la avispa, pero antes de morir, la avispa corta el enlace, salvándola pero dejándola inconsciente. El Doctor se da cuenta de que este es el evento que provocó su amnesia durante su desaparición, y utiliza la TARDIS para dejarla silenciosamente en el Hotel Harrogate diez días más tarde. De vuelta en la TARDIS, el Doctor le muestra a Donna la novela Muerte en las nubes en la que las avispas juegan un papel significativo en la trama.  El Doctor le explica que esa copia se imprimió en el año cinco mil millones y que Agatha Christie es literalmente la novelista con más ventas de todos los tiempos.

### Continuidad
El Doctor saca una serie de objetos de un cofre de cosas que empiezan con C, incluyendo el pecho de un Cyberman de La edad del acero, la cabeza de una escultura grecorromana (posiblemente Caecilius de Los fuegos de Pompeya) y la bola de cristal en la que atrapó a los Carrionites en El código Shakespeare. Al principio del episodio, el Doctor expresa su deseo de conocer a Agatha Christie, lo que es una referencia a El último de los Señores del Tiempo.
Donna remarca que conocer a Agatha Christie durante un misterio de asesinatos sería tan absurdo como conocer a "Charles Dickens rodeado de fantasmas en Navidad", describiendo sin saberlo los eventos de Los muertos inquietos. Cuando Donna habla con Agatha sobre su marido que la engañó, ella recuerda su propio compromiso con Lance cuando descubrió que la estaba utilizando, mencionando brevemente a la emperatriz de Racnoss como "una araña gigante". Esto es una referencia al especial de 2006 La novia fugitiva.
El Doctor tiene una escena retrospectiva cuando investiga los móviles con Agatha Christie. Aparece en Bélgica con un arco un carcaj de flechas a la espalda. Su narración superpuesta explica que estaba buscando a Carlomagno, que había sido "secuestrado por un ordenador demente". Christie le interrumpe antes de que pueda contar la historia completa, pero esos eventos se narraron por completo en el sitio web de la BBC en el relato corto The Lonely Computer.

## Producción

### Guion
El autor del episodio fue Gareth Roberts, que anteriormente escribió el episodio El código Shakespeare. Roberts recibió el encargo de un episodio para la cuarta temporada después de que el productor ejecutivo Russell T Davies revisara el guion de Roberts de ese episodio. Varios meses después, recibió un correo electrónico del equipo de producción que decía "Agatha Christie". La idea de un misterio de asesinatos en el que apareciera Agatha Christie fue del productor Phil Collinson.
Roberts, un fan confeso del trabajo de Christie, hizo el episodio en clave de comedia, y lo basó en sus trabajos favoritos de Christie: La casa torcida, que habla de secretos en una sociedad aristocrática, y la adaptación cinematográfica de 1982 de Maldad bajo el sol. Hablando de ambos trabajos, Roberts notó que era "bastante extraño escribir un episodio moderno de Doctor Who lleno de pijos. Ya no se ven pijos en televisión, salvo en Navidad", y "hay algo extraño en la veneración de la respetabilidad de la clase alta y la verdad de cada familia inferior". También dijo que "no hay nada más agradable que ver a un montón de actores ingleses actuando exageradamente en una localización vagamente exótica... ¡y entonces alguien es asesinado!" El título del episodio se escogió deliberadamente por sonar "ligeramente a lo Christie", aunque Roberts admitió que "ella nunca usó construcciones del tipo 'el tal y el cual'".
Al escribir el episodio, Roberts pretendió hacerlo una "carrera de asesinatos de misterio, grande, divertida y estelar". Le influyó el consejo que le dio Davies, que quería que Roberts "se fuera haciendo más divertido" con cada borrador, y el consejo del antiguo editor de guiones de Doctor Who Douglas Adams de que "un peligro en el que se suele caer es que en el momento en que todo en el guion está claramente pensado para ser divertido de alguna forma, todo el mundo piensa 'oh, bien, vamos a hablar y caminar tontamente y todo eso', y yo pienso que ese exactamente el modo equivocado de hacerlo". Usando este consejo, utilizó el dicho de que en comedia, los personajes no se dan cuenta del humor y citó como ejemplo las desventuras de Basil Fawlty en Fawlty Towers.
En una entrevista para Doctor Who Magazine, Roberts dijo que "hasta cierto punto (había menos presión)" al escribir el episodio. Estaba encantado del éxito de El código Shakespeare y el episodio en dos partes de The Sarah Jane Adventures Whatever Happened to Sarah Jane?, pero se comparaba con el soldado Bell, un miembro del equipo administrativo de la ficticia UNIT, al decir que no deseaba estar "en el medio de todo" o escribir episodios "en los que pasaran cosas grandes y que cambiaran el destino del Doctor".
Roberts y Davies hicieron una apuesta personal para ver cuantas referencias a los trabajos de Christie podían meterse. Los títulos que se mencionaron fueron: El asesinato de Roger Ackroyd, La trayectoria del bumerán, Un cadáver en la biblioteca, El misterioso señor Brown, El misterio de Sans Souci, Némesis, Un gato en el palomar, El templete de Nasse-House, El truco de los espejos, Cita con la muerte, Cartas sobre la mesa, Cianuro espumoso, Noche eterna, La casa torcida, El caso de los anónimos, Pleamares de la vida, La venganza de Nofret, Asesinato en el Orient Express y Muerte en la vicaría. En una escena eliminada se mencionaba El hombre del traje marrón, refiriéndose al vestuario del Doctor. La propia trama refleja fragmentos de varias novelas de Christie: el robo de la joya refleja a El secreto de Chimneys; la muerte de la Srta. Chandrakala está influenciada por Diez negritos; y la revelación del coronel de que no estaba inválido era una pieza clave de El misterio de Pale Horse.